# West Highland Creek
West Highland Creek är ett vattendrag i Kanada.   Det ligger i provinsen Ontario, i den sydöstra delen av landet, 300 km sydväst om huvudstaden Ottawa.
Runt West Highland Creek är det i huvudsak tätbebyggt.